# Palác Cumberland
Palác Cumberland se nachází na ulici Penzinger Straße ve vídeňské městské části Penzing. Vybudován byl v letech 1744–1745 císařským dvorním architektem Emanuela Silva-Tarouca pro švagra císařovny Marie Terezie Karla Alexandra Lotrinského. V roce 1868 ho získal do svého majetku vévoda z Cumberlandu Jiří V. Hannoverský, po němž palác nese své jméno. Dnes v něm sídlí velvyslanectví České republiky a vysokoškolský seminář pro divadelní umění Universität für Musik und darstellende Kunst Wien (Max Reinhardt Seminar). Objekt je památkově chráněn.

## Historie
Původně se na místě paláce nacházely tři samostatné domy, které nechal v letech 1744–1745 dvorní architekt rakouské císařovny Marie Terezie Emanuel Silva-Tarouca strhnout a vystavět honosný palác, který si zakoupila císařovna pro jejího švagra lotrinského prince Karla Alexandra, pro kterého hledala důstojný palác v blízkosti Schönbrunnu. Emanuel Silva-Tarouca si na sousedním pozemku vybudoval později sídlo pro vlastní rodinu, jenž se po nakonec dostalo do rukou svobodných pánů z Pouthonu (Rudolfsheim-Fünfhaus).

Roku 1867 odkoupil císař František Josef I. objekt od rodiny Pouthon a propojil ho s bývalým palácem lotrinského prince v jednotný celek, do kterého se roku 1868 nastěhoval Jiří V. Hannoverský, vévoda z Cumberlandu a poslední hannoverský král, který stál na straně Rakouska ve válce s Pruskem, v níž však ztratil svá panství a byl donucel přesídlit do Vídně. Palác prošel pro jeho potřeby přestavbou. V paláci byly uloženy rodinné sbírky včetně tzv. Pokladu Welfů, které stačil vévoda zachránit ze svého bývalého království. Jiří V. zemřel v roce 1878 a jeho syn Ernest Augustus se přestěhoval do gmundenského zámku Cumberland.

V roce 1908 byla do objektu včleněna bývalá císařská myslivna.

Po rozpadu Rakouska-Uherska se do objektu nastěhovala ambasáda tehdejší nově vzniklé Československé republiky, které v něm pro zastoupení České republiky funguje do současnosti. V části paláce se od roku 1940 nachází vysokoškolský seminář Universität für Musik und darstellende Kunst Wien, sídlící dříve na schöbrunnském zámku. K poslední velké rekonstrukci došlo roku 1965.

## Popis
Na první pohled je jasné, že palác vznikl propojením několika dříve samostatných objektů. Domovní fronty jsou členěny rizality, arkýři a pilastry. Ve východním křídle se nachází reprenzentativní schodiště s bohatou štukovou výzdobou z roku 1867. V centrální leží sál zdobený kanelovanými pilastry, lunetovými okny a tzv. volskými oky. Interiéry západního křídla jsou malířsky přepychově vyzdobeny, zejména oválný taneční sál, orientovaný do zahrady, ve kterém se zachovalo původní vybavení z 1. třetiny 18. století (např. kachlová kamna s rokajemi) a nástropní výmalba s motivy putt a ptactva.

Roku 1992 bylo v palácovém parku otevřeno studiové jeviště pro potřeby výuky studentů. V roce 2003 prošlo jeho technické vybavení rekonstrukcí.